# Eburia latispina
Eburia latispina là một loài bọ cánh cứng trong họ Cerambycidae.